# Бежтвино
Бежтвино — село в Окском сельском поселении Рязанского района Рязанской области России.

## География
Село расположено в 12 км на юго-восток от центра поселения посёлка Окский, в 31 км на юго-восток от Рязани.

## История
Село впервые упоминается в приправочных книгах города Пронска 1597 года, в нем имелась деревянная церковь Рождества Христова. В окладных книгах 1676 года при Христорождественской церкви значались 2 двора поповых и двор дьячков. В 1760 году в селе была построена новая деревянная церковь Рождества Христова. В годы Советской Власти была разрушена.
В XIX — начале XX века село входило в состав Болошневской волости Рязанского уезда Рязанской губернии, с 1925 года — в составе Затишьевской волости. В 1905 году в деревне было 83 двора.
С 1929 года село являлось центром Бежтвинского сельсовета Рязанского района Рязанского округа Московской области, с 1937 года — в составе Ракского сельсовета Рязанской области, с 2005 года — в составе Окского сельского поселения.

## Население
| 1859 | 1906 | 2010 |
| ---- | ---- | ---- |
| 362  | ↗592 | ↘25  |

## Известные уроженцы
- Семёнов, Степан Васильевич (1914—1997) — Герой Советского Союза.